# Karl Wilhelm Ferdinand von Bismarck

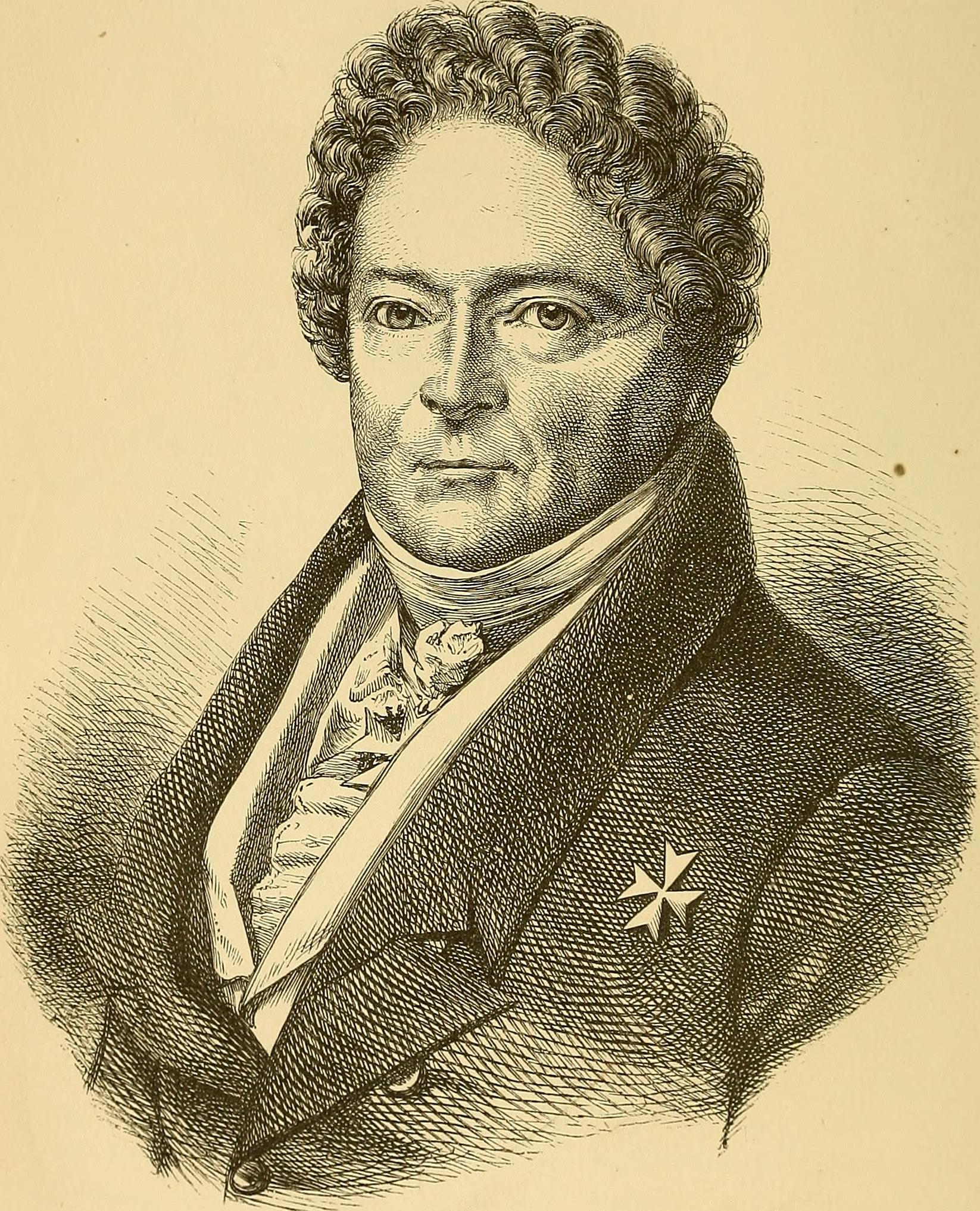
Ferdinand von Bismarck

Karl Wilhelm Ferdinand von Bismarck (* 13. November 1771 in Schönhausen; † 22. November 1845 ebenda) war ein preußischer Landedelmann, der als Vater von Otto von Bismarck bekannt ist.

## Leben

### Herkunft
Von Bismarck entstammt dem Adelsgeschlecht von Bismarck. Er war Sohn des preußischen Rittmeisters und Herrn von Schönhausen Karl Alexander von Bismarck (1727–1797) und dessen Ehefrau Christiane Charlotte Gottliebe, geborene von Schönfeld (1741–1772). Er hatte mehrere Geschwister, darunter drei Brüder; Friedrich Adolf Ludwig von Bismarck, Ernst Friedrich Alexander von Bismarck und Philipp Ludwig Leopold Friedrich von Bismarck, welcher 1813 in der Schlacht bei Leipzig fiel.

### Karriere
Schon im frühen Alter von 12 Jahre erkannte von Bismarck, dass er für eine Militärkarriere am besten geeignet wäre; so hatte er schon vor einem Rittmeister ein Pferd geritten und ein Gewehr vor einem Unteroffizier gehandhabt. In Rathenow trat er in das Leibkarabinerregiment der Preußischen Armee ein, wo er, trotz seiner kleinen Größe, als ausgezeichneter Reiter bekannt wurde. Dies führte auch dazu, dass er dem König von Preußen, Friedrich Wilhelm II., vorgestellt wurde. Am 19. März 1790 wurde von Bismarck zum Kornett ernannt und schon zwei Jahre später zum Ordonnanzoffizier beim Oberstkommandierenden des preußischen Expeditionskorps nach Frankreich, den Herzog von Braunschweig, kommandiert.
Am 5. Mai 1793 wurde er während des Feldzuges in Flandern ein weiteres Mal befördert und zur Dienstverrichtung zum Prinzen Louis Ferdinand kommandiert. Bei der Schlacht bei Kaiserslautern wurde er schwer verwundet. Auf Wunsch seines Vaters nahm er am 28. Juli 1795, drei Monate nach dem Baseler Frieden, mit der Erlaubnis von König Friedrich Wilhelm II. seinen Abschied von der preußischen Armee. Zurück in Schönhausen, unterstützte er seinen kranken Vater bei der Bewirtschaftung seiner Güter. Nach dem Tode seines Vaters im Jahre 1797 übernahm von Bismarck das Gut in Schönhausen, welches er weiter bewirtschaftete. Am 2. Januar 1802 erhielt er die Erlaubnis zum Tragen seiner Uniform. Im Winter besuchte er gerne für ein paar Monate Berlin, wo er ein enger Vertrauter des Prinzen Louis Ferdinand wurde.
Während einer dortigen Hofreise machte er Bekanntschaft mit Wilhelmine Mencken, Tochter des Anastasius Mencken, in die er sich sofort verliebte. Gemeinsam mit seinem Bruder Friedrich Adolf konkurrierte er um ihre Hand; sie entschied sich aber später für ihn. 1806 vermählten sie sich. Die ungewöhnliche Ehe fand in Schönhausen anfangs nur Gerüchte und Spott, da er als Grundherr eines altmärkischen Adels eine Bürgerliche heiratete. Trotzdem ließ sich das junge Ehepaar nicht davon stören.
Nach der Schlacht bei Jena und Auerstedt, welche eine erhebliche Niederlage für die preußische Armee darstellte, marschierten bereits am 25. Oktober 1806 französische Truppen in Schönhausen ein, was auch dazu führte, dass der Ort drei Tage später überfallen und geplündert wurde. Von Bismarck und seine Frau konnten nur knapp den plündernden Franzosen entkommen und verbrachten die Nacht in einem schwer zugänglichen Versteck.
Der Freikorpsführer Adolf von Lützow hielt sich im Jahre 1809 bei ihm und seinem Bruder Friedrich Adolf in Schönhausen auf und wurde dort gepflegt und wegen einer Wunde behandelt. Schon Anfang 1813 zogen die französischen Truppen aufgrund des Sechsten Koalitionskrieges aber wieder ab. Während seine Brüder dann in den Krieg zogen, blieb er zurück, um einen örtlichen Landsturm zu organisieren. Von Lützow hielt sich während der Befreiungskriege ein weiteres Mal bei ihm auf. Nachdem sein kinderloser Verwandter August Friedrich II. von Bismarck 1814 verstarb, erbte von Bismarck die Güter Kniephof, Jarchlin und Külz in Pommern. 1815 wurde ihm der Charakter als Rittmeister verliehen und er zum Ritter des Johanniter-Ordens ernannt. 1816 hatte er sich auch dazu entschieden mit seiner Familie und dem neugeborenen Otto nach Kniephof zu ziehen.
Sein Sohn Otto hatte eine sehr gute Beziehung mit ihm, die sich auch durch die Jahre nicht verschlechterte. Von Bismarck vermittelte dem jungen Otto den Stolz auf seine Herkunft als Junker, während ihn seine Frau lieber auf einen diplomatischen Beamtendienst vorbereiten lassen hätte. Auch durch seine Gutmütigkeit war von Bismarck bekannt; im Jahre 1833 half er z. B. einem Gutsnachbarn mit einer beträchtlichen Summe, da dieser in einer finanziellen Notlage war. Nachdem 1839 seine Frau an Krebs verstarb, überließ er die Bewirtschaftung seiner Gütern seinen Söhnen Bernhard und Otto, während er wieder nach Schönhausen zurückkehrte und schließlich auch am 22. November 1845 im Alter von 74 Jahren dort starb.

### Familie
Am 6. Juli 1806 heiratete er in der Garnisonkirche in Potsdam Wilhelmine Luise Mencken (1789–1839), welche aus einer hoch angesehenen Gelehrtenfamilie stammte und Tochter des Anastasius Ludwig Mencken war. Aus der Ehe gingen folgende Kinder hervor:
- Ferdinand (1807–1809)
- Johanna (1808–1813)
- Bernhard (1810–1893), preußischer Landrat
- Otto (1815–1898), erster deutscher Reichskanzler
- Franz (1819–1822)
- Malwine (1827–1908)